# Lawrence Hargrave
Lawrence Hargrave född 29 januari 1850 i Greenwich, Storbritannien, död 6 juli 1915 1915, var en australiensisk flygtekniker och flygpionjär.
Lawrence Hargrave konstruerade ett flertal självflygande flygplansmodeller, han konstruerade och provade en ornithopter utan att komma i kontakt med flygtekniken i Europa eller USA. Bröderna Wright hade ju förmånen att de via Octave Chanute bytte information om de framsteg som gjordes på båda sidor om atlanten. Hargrave började 1893 bygga drakar, de mest kända blev låddrakarna som var försedda med stjärtroder. När kunskapen om hans drakar nådde Europa, använde bland andra Ferdinand Ferber, Alberto Santos-Dumont, Ernest Archdeacon och Gabriel Voisin hans drakar som förebild för sina flygplan. 
Lawrence Hargrave var även en pionjär inom motorkonstruktioner och konstruerade en roterande motor, som var långt före sin tid.